# 和魂漢才
和魂漢才（わこんかんさい）とは、日本の思想史上の言葉の一つで、日本固有の精神「やまとだましひ（大和魂）」と、中国伝来の学問「からざえ（漢才）」という対なる概念のことであり、また、その両者を合わせることの意味でもある。

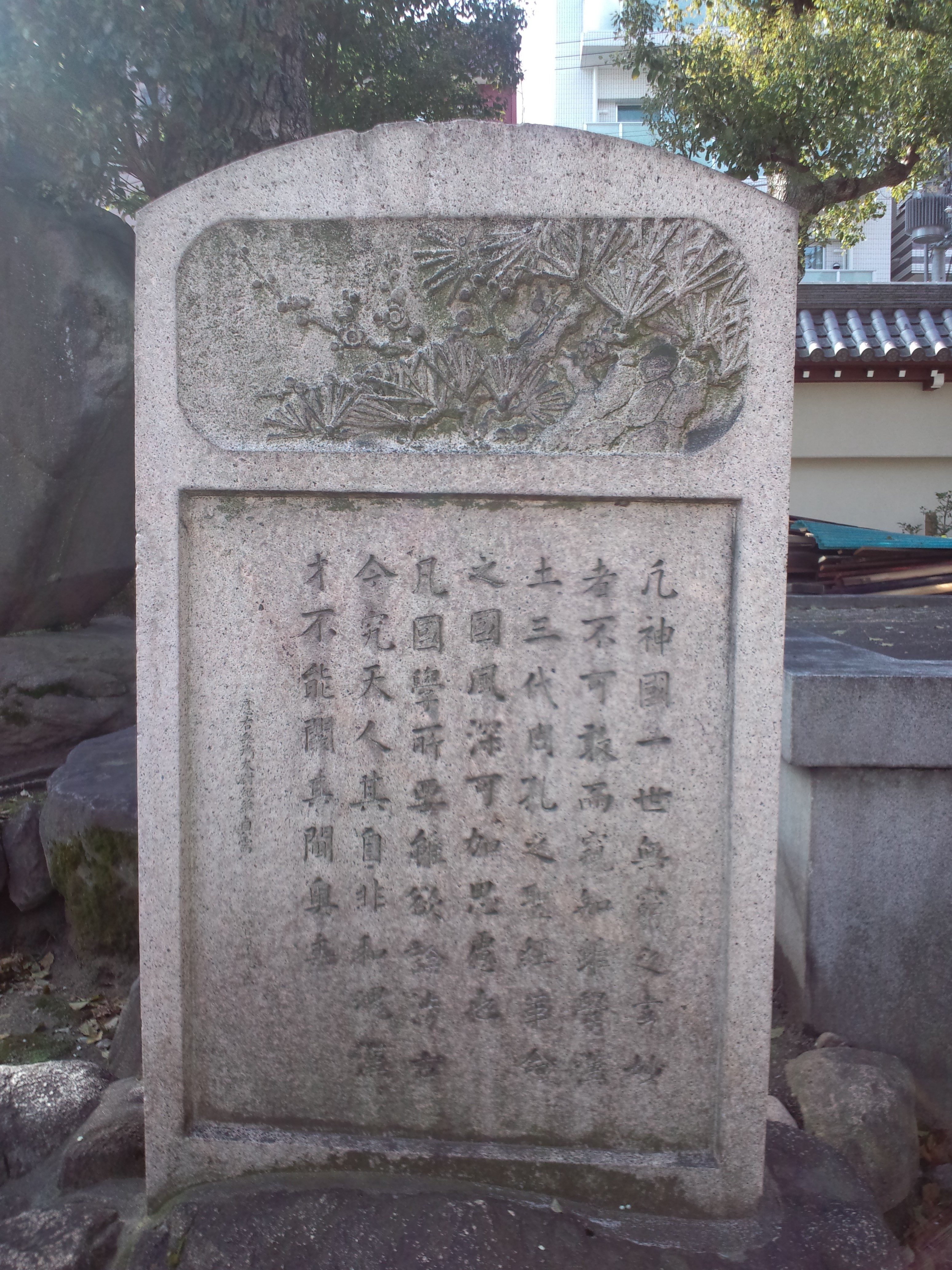
和魂漢才碑（大阪市・大阪天満宮）

平安時代中期に成立した概念で、当時の支配階層であった貴族層が学問の基礎を漢籍の知識すなわち「からざえ」に置いたのに対し、実生活における知識あるいは判断力・処世術の類までを含めた行動・人柄を指して「やまとだましひ」と称した。これは当時の社会において漢詩と和歌、唐絵と大和絵が併称されたのと同様の現象であった。
室町時代に作られた偽書『菅家遺誡』にて、菅原道真の時代よりも後世である元寇の産物である神国思想の影響を受けて「和魂漢才」の語が登場し、精神的な意味合いが強調されるようになる。
幕末に平田派国学の影響を受けて、より国粋主義的あるいは尊皇攘夷などの政治的なメッセージを含めた形で広められた。そして、日清戦争で日本が漢土（中国）の帝国清朝に勝利したことにより、漢才の概念は切り捨てられ、残された和魂→大和魂が「日本精神」とともに軍国主義・国家主義を支える精神的なスローガンとして第二次世界大戦敗戦まで盛んに喧伝されることになる。